# Книва
Книва (од гот. kniwa, нож; живео средином 3. века) био је готски поглавица под чијим вођством су Готи напали Римско царство. Године 250. је заузео град Филипопољ (Пловдив у Бугарској), а 251. убио римског цара Деција и његовог сина Херенија Етруска у бици код Абрита док је напуштао територију Царства. Ово је први пут да је римски цар страдао у борби против варвара. Книви је дозвољено да са пленом напусти територију царства и плаћен му је данак да не проваљује у Царство.

## Упад у Мезију
Прешавши Дунав, Книва је провалио у Римско царство. У римску провинцију Мезију послао је одреде сачињене од Гота и Сармата. Његове знатне снаге су привукле пажњу римског цара Деција. Док су Готи опседали Никопољ, стигао је Деције. Готи су дигли опсаду и запутили се према Филипопољу. Деције и његове снаге гониле су Книву преко тешког терена. После много форсираних маршева, Книва је окренуо своје снаге на Деција, који је мислио да се налази даље од Гота. Готи су изненада напали римски логор. Деције је побегао док је његова војска поражена. Тада је Книва опсео Филипопољ. После дугог отпора је освојио град, побивши стотину хиљада људи и одвевши многе у заробљеништво.

## Одговор Римљана
Пљачка Филипопоља подстакла је Деција на већу активност. Пресрео је неколико германских одреда. Обновио је и ојачао фортификације дуж Дунава, све с намером да се супротстави Книвиним снагама. Бројно надмоћни Римљани су на време опколили Готе, које су одлазили из Царства. Међутим, Деције, жељан освете и уверен у победу, напао је Готе код малог града Теребронијевог форума (Forum Terebronii). Приликом напада на Готе римска војска се заглибила у мочвари, а цар Деције и његов син Хереније Етруск су страдали у бици која је позната и као битка код Арбита.

## Услови мира
После битке, нови цар, Требонијан Гал, дозволио је Книви да оде из Царства са пленом и помагао одлазак Гота. Чак је обећао да ће Книви платити данак како би га уздржао од напада на Царство.